# Societat Catalana de Sociolingüística
La Societat Catalana de Sociolingüística (SOCS), filial de l'Institut d’Estudis Catalans des de 2008, és una entitat científica dedicada a la recerca i promoció dels estudis sociolingüístics en l'àmbit de la llengua catalana.
Originàriament coneguda com a Grup Català de Sociolingüística, es va formar el 1973 a Prada de Conflent per un grup d'acadèmics compromesos amb la recuperació de la llengua catalana. La primera aparició internacional del grup va ser al VIII Congrés Mundial de Sociologia a Toronto el 1974, on van organitzar una sessió dedicada a la llengua catalana. L'any 2006, es va convertir en l'Associació de Sociolingüistes de Llengua Catalana (ASOLC) abans d'adoptar el nom actual.
Des del seu inici, la SOCS ha publicat la revista Treballs de Sociolingüística Catalana, que es publica de manera continuada des de 1977; i ha participat en nombroses iniciatives de planificació lingüística. Els seus presidents han estat destacats sociolingüistes, com Antoni M. Badia, Francesc Vallverdú, Emili Boix, Joaquim Torres, Joan Pujolar i Miquel Àngel Pradilla. Maria Sabaté-Dalmau és l'actual presidenta, essent la primera dona que ocupa el càrrec.
El 24 d’abril de 1981 es van aprovar els primers estatuts de la SOCS, formalitzant així la seva legalització. Entre els membres fundadors destaquen figures rellevants com Lluís Vicent Aracil, Antoni Maria Badia i Margarit, Domènec J. Bernardó, Helena Calsamiglia, Jordi Carbonell, Joan Fuster, Francesc Vallverdú, entre d'altres.